# جف اورلوفسکی
جف اورلوفسکی (انگلیسی: Jeff Orlowski؛ زادهٔ ۱۸ فوریهٔ ۱۹۸۴) فیلم‌بردار، و کارگردان فیلم اهل ایالات متحده آمریکا است.